# Narodni park Waterberg
Waterberg, zgodovinsko ime Omuverumue, je veličastna mizasta gora v Namibiji, severno od Windhoeka. Je približno 48 kilometrov dolga in 15 kilometrov široka ter se dviga nad okolico skoraj 200 metrov visoko. Danes je planota in območje okoli gore narodni park. Meri 40.500 hektarjev. Organizirani so vodeni sprehodi. Namibijska vlada je leta 1989 preuredila nekdanjo nemško policijsko postajo v turistični kamp Waterberg (prej kamp Bernabe De La Bat), ki ga zdaj upravlja Namibijski rezervat divjih živali.
Še posebej je kraj znan po bitki za Waterberg 11. in 12. avgusta 1904 med vstajo Hererov.

## Geologija
Waterberg je bil prvotno skupaj s 70 km jugozahodno oddaljenim hribom Etjo (2082 m) in nekaj kilometrov južno ležečim Malim Waterbergom (1930 m) del veliko večje planote, ki je nastala pred 120–190 milijoni let v obdobju karoo. Pred 150 milijoni let je bilo območje uravnano zaradi preperevanja okoliškega mehkejšega materiala.
Mehek in čvrst pesek na neprepustni podlagi, ki je nekoliko višja od okoliškega terena, je omogočil različne habitate. Peščenjak sprejema dež kot goba. Voda pronica navzdol in se pojavi na robu, ki je rahlo nagnjen na jugovzhod, kjer se na mejni plasti pojavljajo izviri.

## Rastlinstvo in živalstvo
Rezervat je bil ustvarjen za zaščito antilope eland (Taurotragus oryx). S ponovno naselitvijo se danes v Namibiji skupaj pojavljata dva nosoroga vrste beli nosorog (Ceratotherium simum) in črni nosorog (Diceros bicornis), afriški bivol (Syncerus), sabljasta antilopa (Hippotragus niger) in konjska antilopa (Hippotragus equinus), lisasta antilopa (Damaliscus lunatus), leopardi in gepardi. Narava je zelo pestra: 90 vrst sesalcev, več kot 200 vrst ptic, 13 vrst žab, 3 vrste želv, 34 vrst kuščarjev, 45 vrst kač, približno 140 vrst lišajev, vsega 497 rastlinskih vrst.
V parku je veliko grmovja in savanskih dreves.

## Človeška naselitev
Prvi človeški prebivalci so bili Sani, ki so zapustili skalne risbe, za katere verjamejo, da so stare več tisoč let. Majhno pleme Sanov je živelo na planoti na svoj tradicionalni način do poznih 1960-ih.
Predgorje je bilo ena večjih prelomnic v zgodovini Namibije. Leta 1904 je bila bitka pri Waterbergu, ko so Hereri skupaj z Nami izgubili svojo zadnjo in največjo bitko proti nemškim kolonialnim silam. Nad njimi je bil zagrešen genocid, skoraj dve tretjini prebivalstva je izgubilo življenje in okoli tisoč jih je zbežalo v britanski Bechuanaland (zdaj Bocvana), kjer so dobili azil. Grobove nemških vojakov, ki so izgubili življenje v bitki za Waterberg, so še vedno vidni v bližini turističnega kampa Bernabe De La Bat ob vznožju parka.

## Slike
- Satelitska slika Waterberške planote, južno je najvišja točka, jugozahodni vrh je Mali Waterberg
- Pogled na skalni rob
- Pogled na vzhodni rob
- S poti na Waterberg
- Pogled na vzhodni del planote